# Kövér Ilma
Kövér Ilma (Pest, 1862. június 25. – Budapest, 1928. április 26.) magyar írónő. Kövér Lajos drámaíró és Kövérné Komlóssy Ida színésznő leánya.

## Életpályája
Az erdélyi örmény nemesi Kövér család leszármazottja. Apját korán elvesztette. Anyja mindenképpen színésznőt akart nevelni leányából. Fel is lépett a Budai Színkörben a Tücsök címszerepében. Anyja néhányszor vidékre is magával vitte; játszott ugyan, de semmi hajlamot sem érzett a színészet iránt. Inkább gyermekszíndarabokat, novellákat írt. Egy elbeszélését a Pesti Napló közölte. Ezután több rajzot, tárcát és elbeszélést írt, így a Képes Családi Lapokba (1890–1891), a Vasárnapi Ujságba (1890), a Pesti Hírlapba (1893. 65. sz., 1895. 357. sz.), a Magyar Salonba, (1894), a Fővárosi és más lapokba.

## Művei
- Damáz Margit. Regény. Budapest, 1892
- Vadrózsa kisasszony. Budapest, 1894 (Jókai Mór bevezetésével)
- Két világ közt. Regény. Budapest, 1897
- Bárányfelhők. Elbeszélések. Budapest, 1899
- Margit férje. Regény. Budapest, 1902
- Révész Magda. Regény. Budapest, 1910
- Zrínyi Ilona. Regény. Budapest, é. n.)